# Phare de Sidi Mesbah
Le phare de Sidi Mesbah est un phare situé sur le cap haouzia à El Jadida, dans la région de Casablanca-Settat, au Maroc. Il est géré par le ministère de l'Équipement, du transport, de la logistique de l'eau.

## Description
Le phare de Sidi Mesbah  est une tour carrée avec galerie et petite lanterne, de 18 m de haut. Le phare est peint en blanc, et la galerie et lanterne sont vertes. Il émet, à une hauteur focale de 50 m, un éclat alternativement blanc et rouge toutes les six secondes. Sa portée n'est pas connue.
Identifiant : ARLHS : MOR037 - Amirauté : D2584 - NGA : 23148 .